# Oroszország a 2002. évi téli olimpiai játékokon
Oroszország az egyesült államokbeli Salt Lake Cityben megrendezett 2002. évi téli olimpiai játékok egyik részt vevő nemzete volt. Az országot az olimpián 15 sportágban 151 sportoló képviselte, akik összesen 13 érmet szereztek.

## Érmesek
| Érem  | Versenyző | Sportág     | Versenyszám                  |
| ----- | --- | ----------- | ---------------------------- |
| Arany | Olga Piljova | Biatlon     | Női 10 km üldözőverseny      |
| Arany | Alekszej Jagugyin | Műkorcsolya | Férfi egyéni                 |
| Arany | Jelena Berezsnaja Anton Siharulidze | Műkorcsolya | Páros                        |
| Arany | Mihail Ivanov | Sífutás     | Férfi 50 km                  |
| Arany | Julija Csepalova | Sífutás     | Női egyéni sprint            |
| Ezüst | Jevgenyij Pljuscsenko | Műkorcsolya | Férfi egyéni                 |
| Ezüst | Irina Szluckaja | Műkorcsolya | Női egyéni                   |
| Ezüst | Irina Lobacsova Ilja Averbuh | Műkorcsolya | Jégtánc                      |
| Ezüst | Julija Csepalova | Sífutás     | Női 10 km                    |
| Bronz | Viktor Majgurov | Biatlon     | Férfi 20 km egyéni indításos |
| Bronz | Albina Ahatova Szvetlana Ismuratova Galina Kukleva Olga Piljova | Biatlon     | Női 4 × 7,5 km váltó         |
| Bronz | Nemzeti válogatott Makszim Afinogenov Ilja Brizgalov Pavel Bure Valerij Bure Pavel Dacjuk Szergej Goncsar Szergej Fjodorov Nyikolaj Habibulin Alekszej Jasin Darjusz Kaszparajtyisz Ilja Kovalcsuk Alekszej Kovaljov Igor Kravcsuk Oleg Kvasa Igor Larionov Vlagyimir Malahov Danyiil Markov Borisz Mironov Andrej Nyikolisin Jegor Podomackij Szergej Szamszonov Oleg Tverdovszkij Alekszej Zsamnov | Jégkorong   | Férfi                        |
| Bronz | Julija Csepalova | Sífutás     | Női 15 km                    |

## Alpesisí
| Versenyző        | Versenyszám            | 1. futam | 1. futam | 2. futam      | 2. futam      | Összesítés    | Összesítés    |
| Versenyző        | Versenyszám            | Idő      | Hely.    | Idő           | Hely.         | Idő           | Helyezés      |
| ---------------- | ---------------------- | -------- | -------- | ------------- | ------------- | ------------- | ------------- |
| Andrej Filicskin | Lesiklás               |          |          |               |               | 1:43,73       | 41.           |
| Andrej Filicskin | Óriás-műlesiklás       | 1:15,74  | 38.      | nem ért célba | nem ért célba | kiesett       | kiesett       |
| Andrej Filicskin | Szuperóriás-műlesiklás |          |          |               |               | nem ért célba | nem ért célba |
| Makszim Kedrin   | Lesiklás               |          |          |               |               | 1:43,04       | 36.           |
| Szergej Komarov  | Lesiklás               |          |          |               |               | 1:45,25       | 44.           |
| Szergej Komarov  | Óriás-műlesiklás       | 1:17,78  | 51.      | 1:15,78       | 40.           | 2:33,56       | 40.           |
| Szergej Komarov  | Szuperóriás-műlesiklás |          |          |               |               | nem ért célba | nem ért célba |
| Pavel Sesztakov  | Lesiklás               |          |          |               |               | 1:44,35       | 43.           |
| Pavel Sesztakov  | Óriás-műlesiklás       | 1:15,80  | 39.      | 1:14,17       | 32.           | 2:29,97       | 32.           |
| Pavel Sesztakov  | Szuperóriás-műlesiklás |          |          |               |               | 1:25,16       | 23.           |

| Versenyző        | Versenyszám | Lesiklás | Lesiklás | Műlesiklás | Műlesiklás | Műlesiklás | Műlesiklás | Műlesiklás | Műlesiklás | Összesítés | Összesítés |
| Versenyző        | Versenyszám | Lesiklás | Lesiklás | 1. futam   | 1. futam   | 2. futam   | 2. futam   | Össz.      | Össz.      | Összesítés | Összesítés |
| Versenyző        | Versenyszám | Idő      | Hely.    | Idő        | Hely.      | Idő        | Hely.      | Idő        | Hely.      | Idő        | Helyezés   |
| ---------------- | ----------- | -------- | -------- | ---------- | ---------- | ---------- | ---------- | ---------- | ---------- | ---------- | ---------- |
| Andrej Filicskin | Összetett   | 1:43,04  | 29.      | 50,19      | 16.        | 54,91      | 12.        | 1:45,10    | 13.        | 3:28,14    | 14.        |
| Makszim Kedrin   | Összetett   | 1:42,81  | 27.      | nem indult | nem indult | kiesett    | kiesett    | kiesett    | kiesett    | kiesett    | kiesett    |
| Szergej Komarov  | Összetett   | 1:43,47  | 33.      | 51,66      | 21.        | 56,90      | 19.        | 1:48,56    | 20.        | 3:32,03    | 22.        |
| Pavel Sesztakov  | Összetett   | 1:41,45  | 16.      | 52,54      | 25.        | 56,19      | 17.        | 1:48,73    | 22.        | 3:30,18    | 18.        |

Női
| Versenyző           | Versenyszám            | Eredmény | Helyezés |
| ------------------- | ---------------------- | -------- | -------- |
| Varvara Zelenszkaja | Lesiklás               | 1:42,43  | 21.      |
| Varvara Zelenszkaja | Szuperóriás-műlesiklás | 1:16,62  | 26.      |

## Biatlon
Férfi
| Versenyző                                                         | Versenyszám           | Lövőhiba    | Időeredmény | Helyezés |
| ----------------------------------------------------------------- | --------------------- | ----------- | ----------- | -------- |
| Szergej Csepikov                                                  | 20 km egyéni          | 1 (0+0+0+1) | 52:44,2     | 8.       |
| Viktor Majgurov                                                   | 10 km sprint          | 0 (0+0)     | 25:50,9     | 7.       |
| Viktor Majgurov                                                   | 12,5 km üldözőverseny | 3 (2+0+1+0) | 33:55,1     | 7.       |
| Viktor Majgurov                                                   | 20 km egyéni          | 1 (0+0+1+0) | 51:40,6     |          |
| Pavel Rosztovcev                                                  | 10 km sprint          | 1 (0+1)     | 25:50,1     | 6.       |
| Pavel Rosztovcev                                                  | 12,5 km üldözőverseny | 2 (0+0+1+1) | 33:43,1     | 5.       |
| Pavel Rosztovcev                                                  | 20 km egyéni          | 1 (0+1+0+0) | 52:33,5     | 6.       |
| Szergej Rozskov                                                   | 10 km sprint          | 4 (3+1)     | 27:39,8     | 51.      |
| Szergej Rozskov                                                   | 12,5 km üldözőverseny | 1 (1+0+0+0) | 35:37,3     | 27.      |
| Szergej Rozskov                                                   | 20 km egyéni          | 0 (0+0+0+0) | 53:43,8     | 12.      |
| Szergej Ruszinov                                                  | 10 km sprint          | 1 (0+1)     | 27:04,3     | 33.      |
| Szergej Ruszinov                                                  | 12,5 km üldözőverseny | 3 (0+2+0+1) | 36:14,5     | 31.      |
| Viktor Majgurov Szergej Rozskov Szergej Csepikov Pavel Rosztovcev | 4 × 7,5 km váltó      | 0+9         | 1:24:54,4   | 4.       |

Női
| Versenyző                                                       | Versenyszám         | Lövőhiba    | Időeredmény | Helyezés |
| --------------------------------------------------------------- | ------------------- | ----------- | ----------- | -------- |
| Albina Ahatova                                                  | 15 km egyéni        | 2 (2+0+0+0) | 49:06,1     | 10.      |
| Anna Bogalij-Tyitovec                                           | 7,5 km sprint       | 2 (0+2)     | 22:25,8     | 18.      |
| Anna Bogalij-Tyitovec                                           | 10 km üldözőverseny | 3 (0+0+1+2) | 33:40,0     | 19.      |
| Szvetlana Ismuratova                                            | 7,5 km sprint       | 2 (0+2)     | 22:27,3     | 19.      |
| Szvetlana Ismuratova                                            | 10 km üldözőverseny | 3 (0+0+2+1) | 32:50,3     | 15.      |
| Szvetlana Ismuratova                                            | 15 km egyéni        | 2 (1+0+0+1) | 48:45,0     | 8.       |
| Galina Kukleva                                                  | 7,5 km sprint       | 0 (0+0)     | 21:32,1     | 6.       |
| Galina Kukleva                                                  | 10 km üldözőverseny | 3 (1+1+0+1) | 31:31,7     | 5.       |
| Olga Piljova                                                    | 7,5 km sprint       | 1 (0+1)     | 21:44,2     | 8.       |
| Olga Piljova                                                    | 10 km üldözőverseny | 1 (1+0+0+0) | 31:07,7     |          |
| Olga Piljova                                                    | 15 km egyéni        | 2 (0+0+0+2) | 48:14,0     | 4.       |
| Olga Zajceva                                                    | 15 km egyéni        | 4 (1+0+1+2) | 52:26,2     | 37.      |
| Olga Piljova Galina Kukleva Szvetlana Ismuratova Albina Ahatova | 4 × 7,5 km váltó    | 2+13        | 1:29:19,7   |          |

## Bob
Férfi
| Versenyző                                                                   | Versenyszám | 1. futam | 1. futam | 2. futam | 2. futam | 3. futam | 3. futam | 4. futam | 4. futam | Összesítés | Összesítés |
| Versenyző                                                                   | Versenyszám | Idő      | Hely.    | Idő      | Hely.    | Idő      | Hely.    | Idő      | Hely.    | Idő        | Helyezés   |
| --------------------------------------------------------------------------- | ----------- | -------- | -------- | -------- | -------- | -------- | -------- | -------- | -------- | ---------- | ---------- |
| Jevgenyij Popov Pjotr Makarcsuk                                             | Kettes      | 48,12    | 14.      | 48,18    | 16.      | 48,22    | 15.      | 48,19    | 14.      | 3:12,71    | 15.        |
| Alekszandr Zubkov Dmitrij Sztyopuskin                                       | Kettes      | 48,71    | 29.      | 48,16    | 13.*     | 48,15    | 14.      | 48,07    | 11.      | 3:13,09    | 18.        |
| Jevgenyij Popov Pjotr Makarcsuk Szergej Golubev Dmitrij Sztyopuskin         | Négyes      | 47,14    | 15.      | 46,98    | 10.      | 47,45    | 10.      | 47,58    | 6.       | 3:09,15    | 8.         |
| Alekszandr Zubkov Alekszej Szeliversztov Filipp Jegorov Alekszej Andrjunyin | Négyes      | 47,26    | 20.      | 47,09    | 14.      | 47,76    | 15.      | 48,04    | 17.      | 3:10,15    | 16.        |

Női
| Versenyző                         | Versenyszám | 1. futam | 1. futam | 2. futam | 2. futam | Összesítés | Összesítés |
| Versenyző                         | Versenyszám | Idő      | Hely.    | Idő      | Hely.    | Idő        | Helyezés   |
| --------------------------------- | ----------- | -------- | -------- | -------- | -------- | ---------- | ---------- |
| Viktorija Tokovaja Kristina Bader | Kettes      | 49,72    | 10.      | 49,55    | 7.*      | 1:39,27    | 8.         |

* – egy másik csapattal azonos eredményt ért el

## Curling

### Női
- Olga Zsarkova
- Nkeiruka Jezeh
- Jana Nyekraszova
- Anasztaszija Szkultan
- Angela Tuvajeva

#### Eredmények
Csoportkör
| Nemzet           | Szkip              | Klub          | Város                  | Gy | V |
| ---------------- | ------------------ | ------------- | ---------------------- | -- | - |
| Kanada           | Kelley Law         | Royal City CC | New Westminster        | 8  | 1 |
| Svájc            | Luzia Ebnöther     | CC Bern AAM   | Bern                   | 7  | 2 |
| Egyesült Államok | Kari Erickson      | Bemidji CC    | Bemidji                | 6  | 3 |
| Nagy-Britannia   | Rhona Martin       | Greenacres CC | Howwood                | 5  | 4 |
| Németország      | Nathalie Nessler   | SC Riessersee | Garmisch-Partenkirchen | 5  | 4 |
| Svédország       | Elisabet Gustafson | Umeå CC       | Umeå                   | 5  | 4 |
| Norvégia         | Dordi Nordby       | Snarøen CC    | Oslo                   | 4  | 5 |
| Japán            | Kató Akiko         | Tokoro CC     | Tokoro                 | 2  | 7 |
| Dánia            | Lene Bidstrup      | Hvidovre CC   | Hvidovre               | 2  | 7 |
| Oroszország      | Olga Zsarkova      | Moskvitch CC  | Moszkva                | 1  | 8 |

- február 11., 14:00

| Sheet D            | Sheet D                | 1 | 2 | 3 | 4 | 5 | 6 | 7 | 8 | 9 | 10 | VE |
| 1. end utolsó köve | Oroszország (Zsarkova) | 0 | 1 | 1 | 0 | 0 | 1 | 0 | 0 | 2 | 0  | 5  |
|                    | Németország (Neßler)   | 1 | 0 | 0 | 1 | 1 | 0 | 0 | 1 | 0 | 4  | 8  |

- február 12., 09:00

| Sheet B            | Sheet B                | 1 | 2 | 3 | 4 | 5 | 6 | 7 | 8 | 9 | 10 | 11 | 12 | VE |
| 1. end utolsó köve | Svájc (Ebnöther)       | 1 | 0 | 0 | 0 | 2 | 0 | 0 | 2 | 0 | 1  | 0  | 1  | 7  |
|                    | Oroszország (Zsarkova) | 0 | 0 | 2 | 0 | 0 | 0 | 1 | 0 | 3 | 0  | 0  | 0  | 6  |

- február 12., 19:00

| Sheet C            | Sheet C                | 1 | 2 | 3 | 4 | 5 | 6 | 7 | 8 | 9 | 10 | VE |
|                    | Kanada (Law)           | 0 | 0 | 0 | 1 | 1 | 0 | 3 | 0 | 2 | 0  | 7  |
| 1. end utolsó köve | Oroszország (Zsarkova) | 0 | 0 | 1 | 0 | 0 | 1 | 0 | 2 | 0 | 2  | 6  |

- február 14., 09:00

| Sheet B            | Sheet B                 | 1 | 2 | 3 | 4 | 5 | 6 | 7 | 8 | 9 | 10 | VE |
|                    | Oroszország (Zsarkova)  | 0 | 0 | 0 | 1 | 0 | 1 | 0 | 1 | 0 | 2  | 5  |
| 1. end utolsó köve | Nagy-Britannia (Martin) | 1 | 1 | 1 | 0 | 1 | 0 | 2 | 0 | 2 | 0  | 8  |

- február 14., 19:00

| Sheet A            | Sheet A                | 1 | 2 | 3 | 4 | 5 | 6 | 7 | 8 | 9 | 10 | VE |
| 1. end utolsó köve | Oroszország (Zsarkova) | 1 | 0 | 1 | 2 | 0 | 2 | 0 | 0 | 1 | 0  | 7  |
|                    | Dánia (Bidstrup)       | 0 | 0 | 0 | 0 | 1 | 0 | 2 | 1 | 0 | 1  | 5  |

- február 15., 14:00

| Sheet D            | Sheet D                | 1 | 2 | 3 | 4 | 5 | 6 | 7 | 8 | 9 | 10 | VE |
| 1. end utolsó köve | Norvégia (Nordby)      | 0 | 0 | 1 | 1 | 0 | 3 | 0 | 0 | 0 | 0  | 5  |
|                    | Oroszország (Zsarkova) | 0 | 0 | 0 | 0 | 1 | 0 | 1 | 1 | 0 | 1  | 4  |

- február 16., 09:00

| Sheet B            | Sheet B                     | 1 | 2 | 3 | 4 | 5 | 6 | 7 | 8 | 9 | 10 | VE |
|                    | Oroszország (Zsarkova)      | 0 | 0 | 0 | 1 | 0 | 1 | 0 | 1 | 0 | 1  | 4  |
| 1. end utolsó köve | Egyesült Államok (Erickson) | 2 | 1 | 0 | 0 | 4 | 0 | 1 | 0 | 3 | 0  | 11 |

- február 17., 14:00

| Sheet C            | Sheet C                | 1 | 2 | 3 | 4 | 5 | 6 | 7 | 8 | 9 | 10 | VE |
| 1. end utolsó köve | Oroszország (Zsarkova) | 1 | 0 | 1 | 0 | 1 | 0 | 1 | 1 | 0 | 1  | 6  |
|                    | Japán (Kató)           | 0 | 2 | 0 | 2 | 0 | 2 | 0 | 0 | 1 | 0  | 7  |

- február 18., 19:00

| Sheet A            | Sheet A                | 1 | 2 | 3 | 4 | 5 | 6 | 7 | 8 | 9 | 10 | VE |
|                    | Svédország (Gustafson) | 2 | 0 | 0 | 4 | 0 | 1 | 0 | 0 | 2 | 0  | 9  |
| 1. end utolsó köve | Oroszország (Zsarkova) | 0 | 0 | 1 | 0 | 1 | 0 | 2 | 1 | 0 | 1  | 6  |

| Csapat      | Helyezés |
| ----------- | -------- |
| Oroszország | 10.      |

## Északi összetett
| Versenyző                                                                   | Versenyszám        | Síugrás | Síugrás | Síugrás    | Sífutás    | Sífutás    | Összesítés | Összesítés |
| Versenyző                                                                   | Versenyszám        | Pont    | Hely.   | Időhátrány | Idő        | Hely.      | Idő        | Helyezés   |
| --------------------------------------------------------------------------- | ------------------ | ------- | ------- | ---------- | ---------- | ---------- | ---------- | ---------- |
| Alekszej Barannyikov                                                        | Normálsánc + 15 km | 227,0   | 17.     | +3:23      | 40:44,3    | 32.        | 44:07,3    | 23.        |
| Alekszej Fagyejev                                                           | Normálsánc + 15 km | 214,5   | 28.     | +4:25      | 40:24,0    | 27.        | 44:49,0    | 31.        |
| Vlagyimir Liszenyin                                                         | Normálsánc + 15 km | 195,0   | 40.     | +6:03      | 39:18,5    | 17.        | 45:21,5    | 35.        |
| Alekszej Cvetkov                                                            | Normálsánc + 15 km | 212,0   | 30.*    | +4:38      | 39:50,2    | 23.        | 44:28,2    | 27.        |
| Alekszej Fagyejev Alekszej Cvetkov Vlagyimir Liszenyin Alekszej Barannyikov | Csapat             | 821,0   | 9.      | +3:40      | nem indult | nem indult | kiesett    | kiesett    |

* – egy másik versenyzővel azonos eredményt ért el

## Gyorskorcsolya
Férfi
| Versenyző          | Versenyszám | 1. futam | 1. futam | 2. futam | 2. futam | Eredmény | Helyezés |
| Versenyző          | Versenyszám | Idő      | Hely.    | Idő      | Hely.    | Eredmény | Helyezés |
| ------------------ | ----------- | -------- | -------- | -------- | -------- | -------- | -------- |
| Dmitrij Dorofejev  | 500 m       | 35,48    | 19.      | 35,27    | 20.      | 70,75    | 18.      |
| Alekszandr Kibalko | 1500 m      |          |          |          |          | 1:47,63  | 22.      |
| Szergej Klevcsenya | 500 m       | 35,10    | 11.      | 35,18    | 19.      | 70,28    | 13.      |
| Szergej Klevcsenya | 1000 m      |          |          |          |          | 1:08,41  | 9.       |
| Jurij Kohanyec     | 5000 m      |          |          |          |          | 6:36,48  | 27.      |
| Jevgenyij Lalenkov | 1000 m      |          |          |          |          | 1:09,55  | 23.      |
| Jevgenyij Lalenkov | 1500 m      |          |          |          |          | 1:45,97  | 10.      |
| Dmitrij Lobkov     | 500 m       | 35,09    | 10.      | 35,01    | 14.      | 70,10    | 11.      |
| Dmitrij Lobkov     | 1000 m      |          |          |          |          | 1:09,20  | 18.      |
| Vagyim Szajutyin   | 1500 m      |          |          |          |          | 1:49,45  | 37.      |
| Vagyim Szajutyin   | 5000 m      |          |          |          |          | 6:35,33  | 25.      |
| Dmitrij Sepel      | 1500 m      |          |          |          |          | 1:45,98  | 11.      |
| Dmitrij Sepel      | 5000 m      |          |          |          |          | 6:21,85  | 4.       |
| Dmitrij Sepel      | 10 000 m    |          |          |          |          | 13:23,83 | 6.       |

Női
| Versenyző              | Versenyszám | 1. futam | 1. futam | 2. futam | 2. futam | Eredmény | Helyezés |
| Versenyző              | Versenyszám | Idő      | Hely.    | Idő      | Hely.    | Eredmény | Helyezés |
| ---------------------- | ----------- | -------- | -------- | -------- | -------- | -------- | -------- |
| Varvara Bariseva       | 1000 m      |          |          |          |          | 1:16,49  | 20.      |
| Varvara Bariseva       | 1500 m      |          |          |          |          | 1:56,44  | 10.      |
| Varvara Bariseva       | 3000 m      |          |          |          |          | 4:08,02  | 14.      |
| Varvara Bariseva       | 5000 m      |          |          |          |          | 6:56,97  | 5.       |
| Szvetlana Kajkan       | 500 m       | 38,05    | 10.      | 38,26    | 11.      | 76,31    | 10.      |
| Szvetlana Kajkan       | 1000 m      |          |          |          |          | 1:16,93  | 23.      |
| Tatyjana Trapeznyikova | 1500 m      |          |          |          |          | 1:59,00  | 17.      |
| Tatyjana Trapeznyikova | 3000 m      |          |          |          |          | 4:08,49  | 15.      |
| Valentyina Jaksina     | 1500 m      |          |          |          |          | 1:59,28  | 18.      |
| Valentyina Jaksina     | 3000 m      |          |          |          |          | 4:11,48  | 17.      |
| Valentyina Jaksina     | 5000 m      |          |          |          |          | 7:08,42  | 11.      |
| Szvetlana Zsurova      | 500 m       | 37,55    | 4.       | 38,09    | 8.       | 75,64    | 7.       |
| Szvetlana Zsurova      | 1000 m      |          |          |          |          | 1:15,02  | 11.      |

## Jégkorong

### Férfi
| Orosz nemzeti férfi jégkorongcsapat-játékoskeret | Orosz nemzeti férfi jégkorongcsapat-játékoskeret | Orosz nemzeti férfi jégkorongcsapat-játékoskeret | Orosz nemzeti férfi jégkorongcsapat-játékoskeret | Orosz nemzeti férfi jégkorongcsapat-játékoskeret | Orosz nemzeti férfi jégkorongcsapat-játékoskeret | Orosz nemzeti férfi jégkorongcsapat-játékoskeret |
| #                                                | Név                                              | Poszt                                            | Magasság                                         | Súly                                             | Kor                                              | Klub                                             |
| ------------------------------------------------ | ------------------------------------------------ | ------------------------------------------------ | ------------------------------------------------ | ------------------------------------------------ | ------------------------------------------------ | ------------------------------------------------ |
| 30                                               | Ilja Brizgalov                                   | K                                                | 198                                              | 91                                               | 1980. június 22. (21 évesen)                     | Cincinnati Mighty Ducks                          |
| 31                                               | Jegor Podomackij                                 | K                                                | 176                                              | 76                                               | 1976. november 22. (25 évesen)                   | Lokomotyiv Jaroszlavl                            |
| 35                                               | Nyikolaj Habibulin                               | K                                                | 185                                              | 80                                               | 1973. január 13. (29 évesen)                     | Tampa Bay Lightning                              |
| 2                                                | Borisz Mironov                                   | V                                                | 191                                              | 102                                              | 1972. március 21. (29 évesen)                    | Chicago Blackhawks                               |
| 5                                                | Danyiil Markov                                   | V                                                | 184                                              | 86                                               | 1976. július 30. (25 évesen)                     | Phoenix Coyotes                                  |
| 7                                                | Oleg Tverdovszkij                                | V                                                | 185                                              | 84                                               | 1976. május 18. (25 évesen)                      | Mighty Ducks of Anaheim                          |
| 11                                               | Darjusz Kaszparajtyisz                           | V                                                | 182                                              | 97                                               | 1972. október 16. (29 évesen)                    | Pittsburgh Penguins                              |
| 23                                               | Vlagyimir Malahov                                | V                                                | 194                                              | 105                                              | 1968. augusztus 30. (33 évesen)                  | New York Rangers                                 |
| 29                                               | Igor Kravcsuk                                    | V                                                | 186                                              | 99                                               | 1966. szeptember 13. (35 évesen)                 | Calgary Flames                                   |
| 55                                               | Szergej Goncsar                                  | V                                                | 186                                              | 94                                               | 1974. április 13. (27 évesen)                    | Washington Capitals                              |
| 8                                                | Igor Larionov                                    | T                                                | 176                                              | 77                                               | 1960. december 3. (41 évesen)                    | Detroit Red Wings                                |
| 10                                               | Pavel Bure                                       | T                                                | 178                                              | 86                                               | 1971. március 31. (30 évesen)                    | Florida Panthers                                 |
| 12                                               | Oleg Kvasa                                       | T                                                | 195                                              | 98                                               | 1978. július 26. (23 évesen)                     | New York Islanders                               |
| 13                                               | Alekszej Zsamnov                                 | T                                                | 185                                              | 88                                               | 1970. október 1. (31 évesen)                     | Chicago Blackhawks                               |
| 14                                               | Szergej Szamszonov                               | T                                                | 176                                              | 83                                               | 1978. október 27. (23 évesen)                    | Boston Bruins                                    |
| 20                                               | Valerij Bure                                     | T                                                | 178                                              | 84                                               | 1974. június 13. (27 évesen)                     | Florida Panthers                                 |
| 26                                               | Pavel Dacjuk                                     | T                                                | 18                                               | 82                                               | 1978. július 20. (23 évesen)                     | Detroit Red Wings                                |
| 27                                               | Alekszej Kovaljov                                | T                                                | 187                                              | 100                                              | 1973. február 24. (28 évesen)                    | Pittsburgh Penguins                              |
| 33                                               | Andrej Nyikolisin                                | T                                                | 182                                              | 82                                               | 1973. március 25. (28 évesen)                    | Washington Capitals                              |
| 61                                               | Makszim Afinogenov                               | T                                                | 18                                               | 80                                               | 1979. szeptember 4. (22 évesen)                  | Buffalo Sabres                                   |
| 71                                               | Ilja Kovalcsuk                                   | T                                                | 185                                              | 86                                               | 1983. április 15. (18 évesen)                    | Atlanta Thrashers                                |
| 79                                               | Alekszej Jasin                                   | T                                                | 192                                              | 99                                               | 1973. november 5. (28 évesen)                    | New York Islanders                               |
| 91                                               | Szergej Fjodorov                                 | T                                                | 186                                              | 91                                               | 1969. december 13. (32 évesen)                   | Detroit Red Wings                                |
| Vezetőedző: Vjacseszlav Fetyiszov                | Vezetőedző: Vjacseszlav Fetyiszov                | Vezetőedző: Vjacseszlav Fetyiszov                | Vezetőedző: Vjacseszlav Fetyiszov                | Vezetőedző: Vjacseszlav Fetyiszov                | 1958. április 20. (43 évesen)                    | 1958. április 20. (43 évesen)                    |

- Posztok rövidítései: K – Kapus, V – Védő, T – Támadó
- Kor: 2002. február 9-i kora

#### Eredmények
Csoportkör
D csoport
| Csapat           | M | Gy | V | D | G+ | G– | Gk  | P |
| ---------------- | - | -- | - | - | -- | -- | --- | - |
| Egyesült Államok | 3 | 2  | 0 | 1 | 16 | 3  | +13 | 5 |
| Finnország       | 3 | 2  | 1 | 0 | 11 | 8  | +3  | 4 |
| Oroszország      | 3 | 1  | 1 | 1 | 9  | 9  | 0   | 3 |
| Fehéroroszország | 3 | 0  | 3 | 0 | 6  | 22 | −16 | 0 |

| 2002. február 15. | Oroszország (RUS) | 6 – 4 (3–1, 1–2, 2–1) | Fehéroroszország | E Center, West Valley City Nézőszám: 8484 |

|  |  |  |  |  |
|  |  |  |  |  |
|  |  |  |  |  |
|  |  |  |  |  |

| 2002. február 16. | Egyesült Államok (USA) | 2 – 2 (0–0, 1–1, 1–1) | Oroszország | E Center, West Valley City Nézőszám: 8599 |

|  |  |  |  |  |
|  |  |  |  |  |
|  |  |  |  |  |
|  |  |  |  |  |

| 2002. február 18. | Oroszország (RUS) | 1 – 3 (1–0, 0–2, 0–1) | Finnország | Peaks Ice Arena, Provo Nézőszám: 6360 |

|  |  |  |  |  |
|  |  |  |  |  |
|  |  |  |  |  |
|  |  |  |  |  |

Negyeddöntő
| 2002. február 20. | Csehország (CZE) | 0 – 1 (0–0, 0–1, 0–0) | Oroszország | Peaks Ice Arena, Provo Nézőszám: 5219 |

|  |  |  |  |  |
|  |  |  |  |  |
|  |  |  |  |  |
|  |  |  |  |  |

Elődöntő
| 2002. február 22. | Oroszország (RUS) | 2 – 3 (0–1, 0–2, 2–0) | Egyesült Államok | E Center, West Valley City Nézőszám: 8599 |

|  |  |  |  |  |
|  |  |  |  |  |
|  |  |  |  |  |
|  |  |  |  |  |

Bronzmérkőzés
| 2002. február 23. | Fehéroroszország (BLR) | 2 – 7 (1–2, 1–2, 0–3) | Oroszország | E Center, West Valley City Nézőszám: 8599 |

|  |  |  |  |  |
|  |  |  |  |  |
|  |  |  |  |  |
|  |  |  |  |  |

| Csapat      | Helyezés |
| ----------- | -------- |
| Oroszország |          |

### Női
| Orosz nemzeti női jégkorongcsapat-játékoskeret | Orosz nemzeti női jégkorongcsapat-játékoskeret | Orosz nemzeti női jégkorongcsapat-játékoskeret | Orosz nemzeti női jégkorongcsapat-játékoskeret | Orosz nemzeti női jégkorongcsapat-játékoskeret | Orosz nemzeti női jégkorongcsapat-játékoskeret | Orosz nemzeti női jégkorongcsapat-játékoskeret |
| #                                              | Név                                            | Poszt                                          | Magasság                                       | Súly                                           | Kor                                            | Klub                                           |
| ---------------------------------------------- | ---------------------------------------------- | ---------------------------------------------- | ---------------------------------------------- | ---------------------------------------------- | ---------------------------------------------- | ---------------------------------------------- |
| 20                                             | Irina Gasennyikova                             | K                                              | 61                                             | 134                                            | 1975. május 11. (26 évesen)                    | Szkif Moszkva                                  |
| 30                                             | Irina Votinceva                                | K                                              | 64                                             | 141                                            | 1970. szeptember 19. (31 évesen)               | Szpartak Jekatyerinburg                        |
| 2                                              | Marija Barikina                                | V                                              | 60                                             | 132                                            | 1973. december 9. (28 évesen)                  | Szkif Moszkva                                  |
| 3                                              | Krisztyina Petrovszkaja                        | V                                              | 67                                             | 148                                            | 1980. június 3. (21 évesen)                    | University of Minnesota at Duluth              |
| 4                                              | Aljona Homics                                  | V                                              | 58                                             | 128                                            | 1981. február 26. (20 évesen)                  | Szpartak Jekatyerinburg                        |
| 7                                              | Jelena Bobrova                                 | V                                              | 63                                             | 139                                            | 1974. augusztus 23. (27 évesen)                | Szkif Moszkva                                  |
| 15                                             | Olga Permjakova                                | V                                              | 64                                             | 141                                            | 1982. április 12. (19 évesen)                  | Szpartak Cseljabinszk                          |
| 26                                             | Olga Szavenkova                                | V                                              | 61                                             | 134                                            | 1982. július 2. (19 évesen)                    | Lokomotiv                                      |
| 29                                             | Zsanna Scselcskova                             | V                                              | 60                                             | 132                                            | 1969. február 10. (32 évesen)                  | Szkif Moszkva                                  |
| 10                                             | Larisza Misina                                 | T                                              | 71                                             | 157                                            | 1975. szeptember 10. (26 évesen)               | Szkif Moszkva                                  |
| 11                                             | Tatyjana Szotnyikova                           | T                                              | 61                                             | 134                                            | 1981. január 20. (21 évesen)                   | Szkif Moszkva                                  |
| 12                                             | Julija Gladiseva                               | T                                              | 56                                             | 123                                            | 1981. december 4. (20 évesen)                  | Szkif Moszkva                                  |
| 17                                             | Jekatyerina Szmolenceva                        | T                                              | 66                                             | 146                                            | 1981. szeptember 15. (20 évesen)               | Szpartak Jekatyerinburg                        |
| 18                                             | Tatyjana Carjova                               | T                                              | 56                                             | 123                                            | 1977. december 30. (24 évesen)                 | Szkif Moszkva                                  |
| 21                                             | Szvetlana Trefilova                            | T                                              | 66                                             | 146                                            | 1973. május 20. (28 évesen)                    | Szkif Moszkva                                  |
| 22                                             | Szvetlana Tyerentyjeva                         | T                                              | 61                                             | 134                                            | 1983. szeptember 25. (18 évesen)               | Szpartak Jekatyerinburg                        |
| 23                                             | Tatyjana Burina                                | T                                              | 62                                             | 137                                            | 1980. március 20. (21 évesen)                  | Szkif Moszkva                                  |
| 25                                             | Jekatyerina Paskevics                          | T                                              | 73                                             | 161                                            | 1972. december 19. (29 évesen)                 | Boston College                                 |
| 27                                             | Jelena Bjalkovszkaja                           | T                                              | 76                                             | 168                                            | 1977. március 22. (24 évesen)                  | Szkif Moszkva                                  |
| 28                                             | Okszana Tretyjakova                            | T                                              | 76                                             | 168                                            | 1979. március 10. (22 évesen)                  | Szkif Moszkva                                  |
| Vezetőedző: Vjacseszlav Dolgusin               | Vezetőedző: Vjacseszlav Dolgusin               | Vezetőedző: Vjacseszlav Dolgusin               | Vezetőedző: Vjacseszlav Dolgusin               | Vezetőedző: Vjacseszlav Dolgusin               | 1944. július 31. (57 évesen)                   | 1944. július 31. (57 évesen)                   |

- Posztok rövidítései: K – Kapus, V – Védő, T – Támadó
- Kor: 2002. február 9-i kora

#### Eredmények
A csoport
| Csapat      | M | Gy | V | D | G+ | G– | Gk  | P |
| ----------- | - | -- | - | - | -- | -- | --- | - |
| Kanada      | 3 | 3  | 0 | 0 | 25 | 0  | +25 | 6 |
| Svédország  | 3 | 2  | 1 | 0 | 10 | 13 | −3  | 4 |
| Oroszország | 3 | 1  | 2 | 0 | 6  | 11 | −5  | 2 |
| Kazahsztán  | 3 | 0  | 3 | 0 | 1  | 18 | −17 | 0 |

| 2002. február 11. | Svédország (SWE) | 3 – 2 (2–0, 1–2, 0–0) | Oroszország | Peaks Ice Arena, Provo Nézőszám: 5241 |

|  |  |  |  |  |
|  |  |  |  |  |
|  |  |  |  |  |
|  |  |  |  |  |

| 2002. február 13. | Oroszország (RUS) | 0 – 7 (0–2, 0–2, 0–3) | Kanada | E Center, West Valley City Nézőszám: 8213 |

|  |  |  |  |  |
|  |  |  |  |  |
|  |  |  |  |  |
|  |  |  |  |  |

| 2002. február 15. | Kazahsztán (KAZ) | 1 – 4 (1–1, 0–2, 0–1) | Oroszország | Peaks Ice Arena, Provo Nézőszám: 5618 |

|  |  |  |  |  |
|  |  |  |  |  |
|  |  |  |  |  |
|  |  |  |  |  |

Az 5–8. helyért
| 2002. február 17. | Oroszország (RUS) | 4 – 1 (0–1, 3–0, 1–0) | Kína | Peaks Ice Arena, Provo Nézőszám: 5719 |

|  |  |  |  |  |
|  |  |  |  |  |
|  |  |  |  |  |
|  |  |  |  |  |

Az 5. helyért
| 2002. február 19. | Oroszország (RUS) | 5 – 0 (2–0, 1–0, 2–0) | Németország | Peaks Ice Arena, Provo Nézőszám: 5781 |

|  |  |  |  |  |
|  |  |  |  |  |
|  |  |  |  |  |
|  |  |  |  |  |

| Csapat      | Helyezés |
| ----------- | -------- |
| Oroszország | 5.       |

## Műkorcsolya
| Versenyző                              | Versenyszám  | Rövid program     | Rövid program | Rövid program | Kűr               | Kűr   | Kűr         | Összesítés         | Összesítés |
| Versenyző                              | Versenyszám  | Több. hely. száma | Hely.         | Hely. pont.   | Több. hely. száma | Hely. | Hely. pont. | Helyezési pontszám | Helyezés   |
| -------------------------------------- | ------------ | ----------------- | ------------- | ------------- | ----------------- | ----- | ----------- | ------------------ | ---------- |
| Alekszej Jagugyin                      | Férfi egyéni | 9×1+              | 1.            | 0,5           | 9×1+              | 1.    | 1,0         | 1,5                |            |
| Jevgenyij Pljuscsenko                  | Férfi egyéni | 9×5+              | 4.            | 2,0           | 9×2+              | 2.    | 2,0         | 4,0                |            |
| Alekszandr Abt                         | Férfi egyéni | 5×5+              | 5.            | 2,5           | 6×6+              | 5.    | 5,0         | 7,5                | 5.         |
| Irina Szluckaja                        | Női egyéni   | 6×2+              | 2.            | 1,0           | 6×2+              | 2.    | 2,0         | 3,0                |            |
| Marija Butirszkaja                     | Női egyéni   | 8×6+              | 5.            | 2,5           | 6×7+              | 6.    | 6,0         | 8,5                | 6.         |
| Viktorija Volcskova                    | Női egyéni   | 5×10+             | 12.           | 6,0           | 5×10+             | 10.   | 10,0        | 16,0               | 9.         |
| Jelena Berezsnaja Anton Sziharulidze   | Páros        | 7×1+              | 1.            | 0,5           | 4×1+              | 1.*   | 1,0         | NOB-döntés*        | *          |
| Tatyjana Totymjanyina Makszim Marinyin | Páros        | 5×4+              | 4.            | 2,0           | 5×4+              | 4.    | 4,0         | 6,0                | 4.         |
| Marija Petrova Alekszej Tyihonov       | Páros        | 9×6+              | 6.            | 3,0           | 6×6+              | 6.    | 6,0         | 9,0                | 6.         |

* - A Berezsnaja–Sziharulidze-páros eredetileg az első helyen végzett, azonban a NOB utólag megváltoztatta a kűr és az összesítés végeredményét. Az eredetileg második helyezett kanadai Salé–Pelletier-párost is aranyérmesnek hirdették ki.
| Versenyző                        | Versenyszám | Kötelező tánc 1   | Kötelező tánc 1 | Kötelező tánc 1 | Kötelező tánc 2   | Kötelező tánc 2 | Kötelező tánc 2 | Eredeti (original) tánc | Eredeti (original) tánc | Eredeti (original) tánc | Kűr               | Kűr   | Kűr         | Összesítés         | Összesítés |
| Versenyző                        | Versenyszám | Több. hely. száma | Hely.           | Hely. pont.     | Több. hely. száma | Hely.           | Hely. pont.     | Több. hely. száma       | Hely.                   | Hely. pont.             | Több. hely. száma | Hely. | Hely. pont. | Helyezési pontszám | Helyezés   |
| -------------------------------- | ----------- | ----------------- | --------------- | --------------- | ----------------- | --------------- | --------------- | ----------------------- | ----------------------- | ----------------------- | ----------------- | ----- | ----------- | ------------------ | ---------- |
| Irina Lobacseva Ilja Averbuh     | Jégtánc     | 6×2+              | 2.              | 0,4             | 8×3+              | 2.              | 0,4             | 7×2+                    | 2.                      | 1,2                     | 9×2+              | 2.    | 2,0         | 4,0                |            |
| Tatyjana Navka Roman Kosztomarov | Jégtánc     | 5×9+              | 9.              | 1,8             | 9×10+             | 9.              | 1,8             | 5×9+                    | 9.                      | 5,4                     | 5×9+              | 10.   | 10,0        | 19,0               | 10.        |

## Rövidpályás gyorskorcsolya
Női
| Versenyző          | Versenyszám | Előfutam | Előfutam | Negyeddöntő | Negyeddöntő | Elődöntő | Elődöntő | B döntő  | B döntő | Döntő   | Döntő   | Helyezés |
| Versenyző          | Versenyszám | Idő      | Hely.    | Idő         | Hely.       | Idő      | Hely.    | Idő      | Hely.   | Idő     | Hely.   | Helyezés |
| ------------------ | ----------- | -------- | -------- | ----------- | ----------- | -------- | -------- | -------- | ------- | ------- | ------- | -------- |
| Natalja Dmitrijeva | 500 m       | 46,574   | 3.       | kiesett     | kiesett     | kiesett  | kiesett  | kiesett  | kiesett | kiesett | kiesett | 20.      |
| Natalja Dmitrijeva | 1000 m      | 1:50,132 | 3.       | kiesett     | kiesett     | kiesett  | kiesett  | kiesett  | kiesett | kiesett | kiesett | 24.      |
| Natalja Dmitrijeva | 1500 m      | 2:29,086 | 5.       |             |             | kiesett  | kiesett  | kiesett  | kiesett | kiesett | kiesett | 21.      |
| Nyina Jevtyejeva   | 500 m       | 46,180   | 3.       | kiesett     | kiesett     | kiesett  | kiesett  | kiesett  | kiesett | kiesett | kiesett | 19.      |
| Nyina Jevtyejeva   | 1000 m      | 1:46,673 | 2.       | 1:36,519    | 4.          | kiesett  | kiesett  | kiesett  | kiesett | kiesett | kiesett | 15.      |
| Nyina Jevtyejeva   | 1500 m      | 2:32,970 | 2.       |             |             | 2:32,759 | 3.       | 2:32,666 | 5.      |         |         | 10.      |

## Síakrobatika
Ugrás
| Versenyző           | Versenyszám | Selejtező | Selejtező | Döntő   | Döntő    |
| Versenyző           | Versenyszám | Pont      | Helyezés  | Pont    | Helyezés |
| ------------------- | ----------- | --------- | --------- | ------- | -------- |
| Dmitrij Arhipov     | Férfi       | 212,70    | 15.       | kiesett | kiesett  |
| Vlagyimir Lebegyev  | Férfi       | 213,84    | 14.       | kiesett | kiesett  |
| Alekszandr Mihajlov | Férfi       | 146,63    | 23.       | kiesett | kiesett  |
| Olga Koroljova      | Női         | 161,52    | 11.       | 188,37  | 4.       |
| Natalja Orehova     | Női         | 169,53    | 6.        | 170,54  | 7.       |
| Anna Zukal          | Női         | 169,19    | 7.        | 174,24  | 6.       |

Mogul
| Versenyző           | Versenyszám | Selejtező | Selejtező | Döntő   | Döntő    |
| Versenyző           | Versenyszám | Pont      | Helyezés  | Pont    | Helyezés |
| ------------------- | ----------- | --------- | --------- | ------- | -------- |
| Vitalij Gluscsenko  | Férfi       | 24,20     | 17.       | kiesett | kiesett  |
| Vlagyimir Tyumencev | Férfi       | 18,42     | 27.       | kiesett | kiesett  |
| Marina Cserkaszova  | Női         | 22,44     | 12.*      | 23,52   | 9.       |
| Ljudmila Dimcsenko  | Női         | 20,79     | 23.       | kiesett | kiesett  |
| Olga Lazarenko      | Női         | 21,08     | 22.       | kiesett | kiesett  |
| Jelena Vorona       | Női         | 22,35     | 16.       | 23,17   | 11.      |

* – egy másik versenyzővel azonos eredményt ért el

## Sífutás
Férfi
| Versenyző                                                          | Versenyszám     | Selejtező | Selejtező | Negyeddöntő | Negyeddöntő | Elődöntő | Elődöntő | B döntő | B döntő | Döntő     | Döntő    |
| Versenyző                                                          | Versenyszám     | Idő       | Hely.     | Idő         | Hely.       | Idő      | Hely.    | Idő     | Hely.   | Idő       | Helyezés |
| ------------------------------------------------------------------ | --------------- | --------- | --------- | ----------- | ----------- | -------- | -------- | ------- | ------- | --------- | -------- |
| Nyikolaj Bolsakov                                                  | 30 km           |           |           |             |             |          |          |         |         | 1:12:50,6 | 7.       |
| Vitalij Gyenyiszov                                                 | Sprint          | 2:59,21   | 31.       | kiesett     | kiesett     | kiesett  | kiesett  | kiesett | kiesett | kiesett   | 30.      |
| Vitalij Gyenyiszov                                                 | 15 km           |           |           |             |             |          |          |         |         | 38:17,9   | 7.       |
| Mihail Ivanov                                                      | 15 km           |           |           |             |             |          |          |         |         | 38:51,3   | 11.      |
| Mihail Ivanov                                                      | 50 km           |           |           |             |             |          |          |         |         | 2:06:20,8 |          |
| Szergej Krjanyin                                                   | 30 km           |           |           |             |             |          |          |         |         | 1:12:52,0 | 8.       |
| Szergej Krjanyin                                                   | 50 km           |           |           |             |             |          |          |         |         | 2:16:59,8 | 24.      |
| Szergej Novikov                                                    | Sprint          | 2:54,35   | 17.       | kiesett     | kiesett     | kiesett  | kiesett  | kiesett | kiesett | kiesett   | 16.      |
| Szergej Novikov                                                    | 15 km           |           |           |             |             |          |          |         |         | 38:49,3   | 10.      |
| Alekszej Prokurorov                                                | 50 km           |           |           |             |             |          |          |         |         | 2:18:30,4 | 28.      |
| Vaszilij Rocsev                                                    | Sprint          | 2:57,76   | 29.       | kiesett     | kiesett     | kiesett  | kiesett  | kiesett | kiesett | kiesett   | 28.      |
| Vaszilij Rocsev                                                    | 15 km           |           |           |             |             |          |          |         |         | 39:42,1   | 25.      |
| Dmitrij Tyiskin                                                    | Sprint          | 2:59,40   | 32.       | kiesett     | kiesett     | kiesett  | kiesett  | kiesett | kiesett | kiesett   | 31.      |
| Dmitrij Tyiskin                                                    | 30 km           |           |           |             |             |          |          |         |         | 1:15:10,2 | 29.      |
| Vlagyimir Viliszov                                                 | 30 km           |           |           |             |             |          |          |         |         | 1:13:54,1 | 15.      |
| Vlagyimir Viliszov                                                 | 50 km           |           |           |             |             |          |          |         |         | 2:14:37,5 | 15.      |
| Szergej Novikov Mihail Ivanov Vitalij Gyenyiszov Nyikolaj Bolsakov | 4 × 10 km váltó |           |           |             |             |          |          |         |         | 1:34:50,1 | 6.       |

| Versenyző           | Versenyszám              | 10 km klasszikus | 10 km klasszikus | 10 km szabad | 10 km szabad | Helyezés |
| Versenyző           | Versenyszám              | Idő              | Hely.            | Időhátrány   | Idő          | Helyezés |
| ------------------- | ------------------------ | ---------------- | ---------------- | ------------ | ------------ | -------- |
| Vitalij Gyenyiszov  | 10 + 10 km üldözőverseny | 26:32,4          | 5.               | +0:25        | 23:51,5      | 5.       |
| Szergej Novikov     | 10 + 10 km üldözőverseny | 26:55,8          | 14.              | +0:48        | 24:38,9      | 16.      |
| Alekszej Prokurorov | 10 + 10 km üldözőverseny | 27:24,5          | 28.              | +1:17        | 25:18,2      | 29.      |
| Vlagyimir Viliszov  | 10 + 10 km üldözőverseny | 27:21,3          | 27.              | +1:14        | 25:38,4      | 36.      |

Női
| Versenyző         | Versenyszám | Selejtező | Selejtező | Negyeddöntő | Negyeddöntő | Elődöntő | Elődöntő | B döntő | B döntő | Döntő     | Döntő    |
| Versenyző         | Versenyszám | Idő       | Hely.     | Idő         | Hely.       | Idő      | Hely.    | Idő     | Hely.   | Idő       | Helyezés |
| ----------------- | ----------- | --------- | --------- | ----------- | ----------- | -------- | -------- | ------- | ------- | --------- | -------- |
| Jelena Buruhina   | Sprint      | 3:17,26   | 12.       | 3:19,3      | 4.          | kiesett  | kiesett  | kiesett | kiesett | kiesett   | 16.      |
| Jelena Buruhina   | 15 km       |           |           |             |             |          |          |         |         | 41:01,1   | 13.      |
| Julija Csepalova  | Sprint      | 3:13,03   | 2.        | 3:14,9      | 2.          | 3:18,2   | 1.       |         |         | 3:10,6    |          |
| Julija Csepalova  | 10 km       |           |           |             |             |          |          |         |         | 28:09,9   |          |
| Julija Csepalova  | 15 km       |           |           |             |             |          |          |         |         | 40:02,7   |          |
| Julija Csepalova  | 30 km       |           |           |             |             |          |          |         |         | 1:35:37,4 | 9.       |
| Olga Danyilova    | 10 km       |           |           |             |             |          |          |         |         | kizárták  | kizárták |
| Olga Danyilova    | 30 km       |           |           |             |             |          |          |         |         | kizárták  | kizárták |
| Nyina Gavriljuk   | Sprint      | 3:20,02   | 20.       | kiesett     | kiesett     | kiesett  | kiesett  | kiesett | kiesett | kiesett   | 20.      |
| Larisza Lazutyina | 10 km       |           |           |             |             |          |          |         |         | kizárták  | kizárták |
| Larisza Lazutyina | 15 km       |           |           |             |             |          |          |         |         | kizárták  | kizárták |
| Larisza Lazutyina | 30 km       |           |           |             |             |          |          |         |         | kizárták  | kizárták |
| Olga Zavjalova    | 15 km       |           |           |             |             |          |          |         |         | 40:53,3   | 11.      |
| Olga Zavjalova    | 30 km       |           |           |             |             |          |          |         |         | 1:37:47,4 | 19.*     |
| Ljubov Jegorova   | Sprint      | 3:18,46   | 15.       | 3:16,0      | 3.          | kiesett  | kiesett  | kiesett | kiesett | kiesett   | 11.      |
| Ljubov Jegorova   | 10 km       |           |           |             |             |          |          |         |         | 28:50,7   | 5.       |

| Versenyző         | Versenyszám            | 5 km klasszikus | 5 km klasszikus | 5 km szabad | 5 km szabad | Helyezés |
| Versenyző         | Versenyszám            | Idő             | Hely.           | Időhátrány  | Idő         | Helyezés |
| ----------------- | ---------------------- | --------------- | --------------- | ----------- | ----------- | -------- |
| Julija Csepalova  | 5 + 5 km üldözőverseny | 13:30,0         | 7.              | +0:31       | 12:13,1     | 4.       |
| Olga Danyilova    | 5 + 5 km üldözőverseny | kizárták        | kizárták        | kizárták    | kizárták    | kizárták |
| Nyina Gavriljuk   | 5 + 5 km üldözőverseny | 13:26,8         | 5.              | +0:28       | 12:15,3     | 5.       |
| Larisza Lazutyina | 5 + 5 km üldözőverseny | kizárták        | kizárták        | kizárták    | kizárták    | kizárták |

* – egy másik versenyzővel azonos eredményt ért el

## Síugrás
| Versenyző           | Versenyszám | Selejtező | Selejtező | 1. ugrás | 1. ugrás | 2. ugrás | 2. ugrás | Összesítés | Összesítés |
| Versenyző           | Versenyszám | Pont      | Hely.     | Pont     | Hely.    | Pont     | Hely.    | Pont       | Helyezés   |
| ------------------- | ----------- | --------- | --------- | -------- | -------- | -------- | -------- | ---------- | ---------- |
| Alekszandr Belov    | Normálsánc  | 88,5      | 42.       | kiesett  | kiesett  | kiesett  | kiesett  | kiesett    | kiesett    |
| Alekszandr Belov    | Nagysánc    | 83,0      | 34.       | 66,7     | 50.      | kiesett  | kiesett  | kiesett    | kiesett    |
| Ildar Fatkullin     | Normálsánc  | 89,0      | 41.       | kiesett  | kiesett  | kiesett  | kiesett  | kiesett    | kiesett    |
| Ildar Fatkullin     | Nagysánc    | 102,3     | 13.       | 103,1    | 35.      | kiesett  | kiesett  | kiesett    | kiesett    |
| Anton Kalinyicsenko | Nagysánc    | 61,3      | 47.       | kiesett  | kiesett  | kiesett  | kiesett  | kiesett    | kiesett    |
| Valerij Kobelev     | Normálsánc  | 118,0     | 5.*       | 111,0    | 29.      | 113,5    | 27.      | 224,5      | 29.        |
| Valerij Kobelev     | Nagysánc    | 103,6     | 11.       | 115,3    | 19.      | 116,2    | 10.      | 231,5      | 17.        |
| Alekszej Szilajev   | Normálsánc  | 56,0      | 48.       | kiesett  | kiesett  | kiesett  | kiesett  | kiesett    | kiesett    |

* – egy másik versenyzővel azonos eredményt ért el

## Snowboard
Parallel giant slalom
| Versenyző            | Versenyszám | Selejtező | Selejtező | Nyolcaddöntő              | Negyeddöntő       | Elődöntő          | Döntő             | Helyezés |
| Versenyző            | Versenyszám | Idő       | Hely.     | Ellenfél Eredmény         | Ellenfél Eredmény | Ellenfél Eredmény | Ellenfél Eredmény | Helyezés |
| -------------------- | ----------- | --------- | --------- | ------------------------- | ----------------- | ----------------- | ----------------- | -------- |
| Marija Tyihvinszkaja | Női         | 42,97     | 15.       | Karine Ruby (FRA) · +2,89 | kiesett           | kiesett           | kiesett           | 15.      |

## Szánkó
| Versenyző                     | Versenyszám | 1. futam | 1. futam | 2. futam | 2. futam | 3. futam | 3. futam | 4. futam | 4. futam | Összesítés | Összesítés |
| Versenyző                     | Versenyszám | Idő      | Hely.    | Idő      | Hely.    | Idő      | Hely.    | Idő      | Hely.    | Idő        | Helyezés   |
| ----------------------------- | ----------- | -------- | -------- | -------- | -------- | -------- | -------- | -------- | -------- | ---------- | ---------- |
| Albert Gyemcsenko             | Férfi egyes | 44,756   | 6.       | 44,732   | 4.       | 44,534   | 7.*      | 44,974   | 10.      | 2:58,996   | 5.         |
| Alekszandr Gorlacsev          | Férfi egyes | 45,156   | 20.      | 45,131   | 18.      | 45,010   | 22.      | 45,271   | 23.      | 3:00,568   | 21.        |
| Viktor Knyejb                 | Férfi egyes | 45,333   | 22.      | 45,034   | 15.      | 44,796   | 18.      | 45,102   | 17.      | 3:00,265   | 20.        |
| Margarita Klimenko            | Női egyes   | 43,889   | 12.      | 43,951   | 18.      | 43,920   | 17.      | 43,800   | 11.      | 2:55,560   | 14.        |
| Anasztaszija Antonova         | Női egyes   | 44,034   | 16.      | 43,840   | 16.      | 43,967   | 20.      | 43,828   | 15.      | 2:55,669   | 15.        |
| Anasztaszija Szkulkina        | Női egyes   | 44,657   | 26.      | 44,464   | 26.      | 44,934   | 28.      | 44,800   | 28.      | 2:58,855   | 27.        |
| Danyil Csaban Jevgenyij Zikov | Kettes      | 43,691   | 12.      | 43,895   | 15.      |          |          |          |          | 1:27,586   | 13.        |
| Mihail Kuzmics Jurij Veszelov | Kettes      | 43,815   | 14.      | 43,844   | 14.      |          |          |          |          | 1:27,659   | 14.        |

* – egy másik versenyzővel azonos eredményt ért el

## Szkeleton
| Versenyző               | Versenyszám | 1. futam | 1. futam | 2. futam | 2. futam | Összesítés | Összesítés |
| Versenyző               | Versenyszám | Idő      | Hely.    | Idő      | Hely.    | Idő        | Helyezés   |
| ----------------------- | ----------- | -------- | -------- | -------- | -------- | ---------- | ---------- |
| Konsztantyin Aladasvili | Férfi       | 52,92    | 22.      | 52,67    | 22.      | 1:45,59    | 22.        |
| Jekatyerina Mironova    | Női         | 52,97    | 8.       | 52,98    | 5.*      | 1:45,95    | 7.*        |

* – egy másik versenyzővel azonos eredményt ért el